# Drženice
Drženice (hongrois : Derzsenye) est un village de Slovaquie situé dans la région de Nitra.

## Histoire
Première mention écrite du village en 1296.

## Démographie

### Évolution de la population
| Année:               | 1994. | 2004.   | 2014.   | 2024.   |
| -------------------- | ----- | ------- | ------- | ------- |
| Nombre de personnes: | 431   | 417     | 380     | 389     |
| Différence:          |       | -3,24 % | -8,87 % | +2,36 % |

| Année:               | 2023. | 2024.   |
| -------------------- | ----- | ------- |
| Nombre de personnes: | 386   | 389     |
| Différence:          |       | +0,77 % |